# Pretty Hate Machine
A (Halo 2 néven is ismert) Pretty Hate Machine egy 1989-ben megjelent Nine Inch Nails album. A Pretty Hate Machine a második hivatalos Nine Inch Nails kiadvány és a zenekar első nagyobb kiadványa.
Esténként a Right Track Studio-ban mindenesként és WC-takarítóként dolgozó Trent Reznor arra használta a stúdiót használaton kívüli időben, hogy rögzítse és megalkossa saját zenéjét. Mivel a hangszerek többségén tudott játszani, billentyűk, dobgép, gitár és sampler segítségével felvett egy demót.
A menedzser John A. Malm, Jr.-ral összefogva elküldték a demót különböző lemezcégeknek. Reznor sokuktól komoly ajánlatokat kapott. A TVT Records céggel kötött szerződést, amely addig elsősorban novelty és televíziós jingle (szignál) lemezeket jelentetett meg.
A Pretty Hate Machine-t ezután különböző stúdiókban vették fel a világ minden táján, amely során Reznor olyan – példaképeinek is számító – producerekkel dolgozott együtt, mint Flood, Keith LeBlanc, Adrian Sherwood és John Fryer.
Az album 1989. október 20-án jelent meg, és a kritika pozitívan fogadta. Rádiók kezdték játszani az olyan kislemezek miatt, mint a „Down in It”, a „Head Like a Hole” és a „Sin”. Az album népszerűsége élőszóban terjedő híre miatt is nőtt, és underground kultusz épült köré. Reznor gyorsan szerződtetett egy koncertzenekart a The Jesus and Mary Chaint kísérő turnéra, amelynek a későbbi Filter zenekar frontembere, a gitáros Richard Patrick is tagja volt. A NIN fellépései a dalok stúdió verziójának hangosabb, agresszívabb változatáról voltak ismertek, és a hangszereik szétzúzásáról a koncert végén. Reznor előszeretettel törte ki a drága szintetizátorok billentyűit a cipője sarkával.
Az album megjelenése óta előkerült egy Purest Feeling c. felvétel. Ez a bootleg album a PHM legtöbb dalának eredeti demó felvételeit tartalmazza, valamint néhány olyat, amely azon nem jelent meg ("Purest Feeling" és "Maybe Just Once").
Az egész albumot feldolgozta egy vonósnégyes 2005-ben The String Quartet Tribute to Nine Inch Nails' Pretty Hate Machine címmel, Eric Gorfain átiratával.
A Pretty Hate Machine gyártása megszűnt a TVT Records-nál, de a Rykodisc Records újra kiadta 2005. november 22-én, a csomagolás kis változtatásával. Reznor érdeklődését fejezte ki egy „deluxe kiadás” létrehozása iránt surround hangzással és új/ritka remixekkel, a The Downward Spiral újrakiadásához hasonlóan. A Rykodisc támogatta az ötletet, de ahhoz nem eléggé, hogy hajlandó legyen Reznornak fizetni a megvalósításért. 

## Kiadások
- TVT Records TVT 2610-1 – 12" Vinyl
- TVT Records TVT 2610-2 – CD

## Számlista
1. "Head Like a Hole" – 4:59
2. "Terrible Lie" – 4:38
3. "Down in It" – 3:46
4. "Sanctified" – 5:48
5. "Something I Can Never Have" – 5:54
6. "Kinda I Want To" – 4:33
7. "Sin" – 4:06
8. "That's What I Get" – 4:30
9. "The Only Time" – 4:47
10. "Ringfinger" – 5:40

## Közreműködők
- Trent Reznor – arranger, programozás, producer, hangmérnök, digitális szerkesztés, keverés
- Doug d'Angelis – hangmérnök
- Tony Dawsey – mastering
- Flood – programozás, producer, hangmérnök
- John Fryer – producer, hangmérnök, keverés
- Kennan Keating – hangmérnök
- Keith LeBlanc – producer, hangmérnök, remixelés, keverés
- Richard Patrick – gitár
- Ken Quartarone – hangmérnök
- Adrian Sherwood – producer, hangmérnök, keverés
- Jeffrey Silverthorne – fotó
- Gary Talpas – borítóterv
- Chris Vrenna – programozás, digitális szerkesztés

## Listás helyezések

### Album
1990   Pretty Hate Machine     The Billboard 200                      75

### Kislemezek
1989    Down in It              Hot Dance Music/Club Play              16
1989	Down in It	 	Hot Dance Music/Maxi-Singles Sales     20
1989	Down in It	 	Modern Rock Tracks	               16
1990	Head Like a Hole	Hot Dance Music/Club Play	       17
1990	Head Like a Hole	Hot Dance Music/Maxi-Singles Sales     34
1990	Head Like a Hole	Modern Rock Tracks	               28
1990	Sin	 	        Hot Dance Music/Club Play	       10
1990	Sin	 	        Hot Dance Music/Maxi-Singles Sales     13

## Érdekességek
- A kiskönyben található dalszöveg egy része nincs rajta az albumon. Az a feltételezés, hogy Trent Reznor azért szánta a teljes dalszöveget nyomtatásba, hogy azok megőrizzék jelentésüket.
- A kísérőszövegben szereplő zenekarok (többek közt Prince, a Jane’s Addiction és a Public Enemy) mind hangmintát (sample) szolgáltattak az albumhoz; Prince „Alphabet St.” és a Jane's Addiction „Had a Dad” c. szerzeményeiből kifejezetten jól hallhatók részletek a „Ringfinger” c. számban, míg más hangmintákat vagy átalakítottak vagy a felismerhetetlenségig torzítottak (mint a „Kinda I Want To” intrója).

## Külső hivatkozások
- A Nine Inch Nails hivatalos oldala
- Halo 2 a nincollector.com oldalon
- Pretty Hate Machine (US CD) a discogs.com oldalon
- Pretty Hate Machine (US CD Re-release) a discogs.com oldalon
- Pretty Hate Machine (US LP) a discogs.com oldalon
- Pretty Hate Machine (AT CD) a discogs.com oldalon
- Pretty Hate Machine (UK CD) a discogs.com oldalon
- Pretty Hate Machine (DE LP) a discogs.com oldalon
- Halo 2 dalszövegek